# Circuito di Milano 1937
Il Circuito di Milano 1937 è stata la tredicesima prova della stagione 1937 del Campionato europeo di automobilismo e seconda edizione del Circuito di Milano.
La gara si è corsa il 20 giugno 1937 nel Parco Sempione di Milano, ed è stata vinta dall'italiano Tazio Nuvolari su Alfa Romeo, al suo secondo ed ultimo successo nella competizione; il Mantovano volante ha preceduto all'arrivo il compagno di squadra Nino Farina e il pilota svizzero Hans Ruesch, sempre su Alfa Romeo.

## Vigilia
Il Parco Sempione, vicino allo stabilimento Alfa Romeo del Portello, era stato utilizzato, come nel 1936, per il Circuito di Milano, ma con un circuito accorciato (vedi la gara delle vetturette). La gara era sottotitolata "Coppa del Fascio Primogenito".
La Scuderia Ferrari ha iscritto tre Alfa Romeo 12C-36 per Tazio Nuvolari, Nino Farina e il conte Carlo Felice Trossi, mentre lo svizzero Hans Ruesch ha iscritto la sua solita 8C-35 con il muso bianco.
L'Auto Union decide di inviare un'auto per Rudolf Hasse. Ci sono state spesso speculazioni sul perché l'Auto Union, dopo essere stata battuta nella gara del 1936, avesse deciso di iscrivere un'auto anche per la gara del 1937 su un circuito non adatto alla loro vettura. La risposta più diffusa è stata che volevano far allenare Hasse in una gara minore. Tuttavia, secondo Automobil-Revue, l'iscrizione sarebbe stata il risultato di un recente accordo tra le autorità sportive automobilistiche tedesche e italiane per partecipare alle rispettive gare.
Inizialmente si pensava che Piero Dusio avrebbe dovuto guidare la sua Maserati 6C-34 da 3,7 litri in gara sotto l'egida della Scuderia Torino. Tuttavia, Dusio ha venduto la vettura alla Scuderia Maremmana, la quale ha iscritto un'Alfa Romeo Tipo B/P3 per Giacomo de Rham e, più tardi, ha invitato anche il principe Bira a guidare la 6C-34. Tuttavia, poiché Dusio era ormai senza vettura, si è deciso che de Rham avrebbe ceduto l'Alfa Romeo P3 a Dusio per la gara e che de Rham avrebbe preso il via con la Maserati 6C-34 per poi cederla successivamente a Bira. Il resto del gruppo era composto da due Alfa Romeo dei piloti privati Andrea Brezzi e Giovanni Minozzi e da due Maserati 8CM da 3 litri guidate dagli ungheresi Ernõ Festetics e László Hartmann, la cui auto di quest'ultimo era probabilmente verniciata rosso-bianco-verde.

### Elenco degli iscritti
| Scuderia           | Costruttore | Telaio               | Motore                          | Gomme | Nº | Piloti                    |
| ------------------ | ----------- | -------------------- | ------------------------------- | ----- | -- | ------------------------- |
| A. Brezzi          | Alfa Romeo  | Alfa Romeo Tipo B/P3 | Alfa Romeo 2.9L I8 Compressore  |       | 56 | Andrea Brezzi             |
| H. Ruesch          | Alfa Romeo  | Alfa Romeo 8C-35     | Alfa Romeo 3.8L I8 Compressore  |       | 58 | Hans Ruesch               |
| E. Romano          | Alfa Romeo  | Alfa Romeo Tipo B/P3 | Alfa Romeo 2.6L I8 Compressore  |       | 62 | Emilio Romano             |
| Scuderia Maremmana | Maserati    | Maserati 6C-34       | Maserati 3.7L I6 Compressore    | P     | 64 | Prince Bira               |
| Scuderia Maremmana | Maserati    | Maserati 6C-34       | Maserati 3.7L I6 Compressore    | P     | 64 | Giacomo de Rham           |
| Scuderia Maremmana | Alfa Romeo  | Alfa Romeo Tipo B/P3 | Alfa Romeo I8 Compressore       | P     | 84 | Piero Dusio               |
| Scuderia Ferrari   | Alfa Romeo  | Alfa Romeo 12C-36    | Alfa Romeo 4.1L V12 Compressore | E     | 66 | Conte Carlo Felice Trossi |
| Scuderia Ferrari   | Alfa Romeo  | Alfa Romeo 12C-36    | Alfa Romeo 4.1L V12 Compressore | E     | 78 | Nino Farina               |
| Scuderia Ferrari   | Alfa Romeo  | Alfa Romeo 12C-36    | Alfa Romeo 4.1L V12 Compressore | E     | 88 | Tazio Nuvolari            |
| L. Villa           | Bugatti     | Bugatti              | Bugatti Compressore             |       | 68 | Luigi Villa               |
| L. Hartmann        | Maserati    | Maserati 8CM         | Maserati 3.0L I8 Compressore    |       | 74 | László Hartmann           |
| Graf Festetics     | Maserati    | Maserati 8CM         | Maserati 3.0L I8 Compressore    |       | 76 | Graf Ernõ Festetics       |
| Auto Union AG      | Auto Union  | Auto Union C         | Auto Union 6.0L V16 Compressore | C     | 82 | Rudolf Hasse              |
| Giovanni Minozzi   | Alfa Romeo  | Alfa Romeo Monza     | Alfa Romeo 2.6L I8 Compressore  |       | 86 | Giovanni Minozzi          |

## Prove libere

### Resoconto
Le prime prove libere sono iniziate venerdì alle 14:00. Hasse è subito sceso in pista per imparare la nuova pista e ha subito fatto registrare un tempo sul giro di 1'23", migliorandolo, in seguito, a 1'22"2. Farina è stato il secondo con un tempo di 1'22"93, con Nuvolari due secondi più lento del compagno di squadra. Il conte Trossi ha preferito concentrarsi sull'apprendimento del circuito, a differenza dei colleghi. Più tardi, nel pomeriggio, i piloti Ferrari hanno spinto un po' di più, con Trossi sceso a 1'22"3 e Nuvolari, secondo Il Littoriale, che ha chiuso a 1'21", il più veloce della giornata. Tuttavia, secondo La Stampa, i tempi più veloci di venerdì sono stati: Hasse 1'22"3, Trossi 1'22"3, Nuvolari 1'22"5, Ruesch 1'22"8 e Farina 1'22"9.

### Risultati
Nella sessione del sabato si è avuta questa situazione:
| Pos | Nº | Pilota              | Costruttore | Tempo  | Gap  |
| --- | -- | ------------------- | ----------- | ------ | ---- |
| 1   | 82 | Rudolf Hasse        | Auto Union  | 1'22"3 |      |
| 2   | 66 | Carlo Felice Trossi | Alfa Romeo  | 1'22"3 | -    |
| 2   | 88 | Tazio Nuvolari      | Alfa Romeo  | 1'22"5 | +0"2 |

## Qualifiche

### Resoconto
Le prove valide per le posizioni in griglia di partenza sono proseguite sabato mattina e pomeriggio ma, come di consueto, a causa delle scadenze dei giornali, non sono disponibili, a parte le posizioni in griglia, informazioni sui tempi delle prove libere del sabato.

### Risultati
Nella sessione di qualifica si è avuta questa situazione:
| Pos | Nº | Pilota              | Costruttore | Tempo | Griglia |
| --- | -- | ------------------- | ----------- | ----- | ------- |
| 1   | 88 | Tazio Nuvolari      | Alfa Romeo  | ?     | 1       |
| 2   | 58 | Hans Ruesch         | Alfa Romeo  | ?     | 2       |
| 3   | 66 | Carlo Felice Trossi | Alfa Romeo  | ?     | 3       |
| 4   | 82 | Rudolf Hasse        | Auto Union  | ?     | 4       |
| 5   | 78 | Nino Farina         | Alfa Romeo  | ?     | 5       |
| 6   | 86 | Giovanni Minozzi    | Alfa Romeo  | ?     | 6       |
| 7   | 56 | Andrea Brezzi       | Alfa Romeo  | ?     | 7       |
| 8   | 64 | Giacomo de Rham     | Maserati    | ?     | 8       |
| 9   | 76 | Ernõ Festetics      | Maserati    | ?     | 9       |
| 10  | 74 | László Hartmann     | Maserati    | ?     | 10      |
| 11  | 84 | Piero Dusio         | Maserati    | ?     | 11      |

## Gara

### Griglia di partenza
Posizionamento dei piloti alla partenza della gara.
| Prima fila   | 3 Pos.                         | 2 Pos.                   | 1 Pos.                    |
| ------------ | ------------------------------ | ------------------------ | ------------------------- |
|              | Carlo Felice Trossi Alfa Romeo | Hans Ruesch Alfa Romeo   | Tazio Nuvolari Alfa Romeo |
| Seconda fila | 5 Pos.                         | 4 Pos.                   | 3 Pos.                    |
|              | Giovanni Minozzi Alfa Romeo    | Nino Farina Alfa Romeo   | Rudolf Hasse Auto Union   |
| Terza fila   | 8 Pos.                         | 7 Pos.                   | 6 Pos.                    |
|              | Ernõ Festetics Maserati        | Giacomo de Rham Maserati | Andrea Brezzi Alfa Romeo  |
| Quarta fila  |                                | 10 Pos.                  | 9 Pos.                    |
|              |                                | Piero Dusio Maserati     | László Hartmann Maserati  |

### Resoconto
La gara delle vetturette era prevista per le 14:00, quella della classe principale per le 15:45. Nell'intervallo tra le due gare, i team hanno, purtroppo, ricevuto la notizia del terribile incidente di Le Mans. Dopo aver avuto gravi problemi con le fotocellule durante la gara delle vetturette, si è deciso di tornare al cronometraggio manuale per la classe principale.
Allo sventolare della bandiera a scacchi, Farina parte al meglio, partendo dalla seconda fila per prendere il comando, ma si fa superare da Nuvolari già al primo giro. Dietro di loro seguivano Trossi, Ruesch e Hasse. Come previsto, la vera gara si è trasformata in un duello tra cinque concorrenti: le tre Alfa Romeo della Ferrari e quella privata di Ruesch contro l'Auto Union di Hasse.
Al sesto giro Hasse, alle prese con un eccesso di cavalli per questo tipo di circuito, riesce finalmente a superare lo svizzero e a conquistare la quarta posizione, ma i due erano molto ben distaccati dalle tre Alfa Romeo della Ferrari. Più indietro, Bira aveva superato de Rham con la Maserati della Scuderia Maremmana al sesto giro e si trovava in settima posizione: era la prima volta che Bira era salito sulla 6C-34, nonostante avesse avuto esperienza con la simile Maserati 8 CM. Trossi stava incalzando Farina superandolo al 13° giro, portandosi così in seconda posizione ed essendo bravo come sempre sui circuiti cittadini, ha iniziato ad avvicinarsi a Nuvolari. Nel frattempo, Dusio è stato il primo pilota a ritirarsi dalla gara, seguito poi dal conte ungherese Ernõ Festetics.
Al 20° giro, Nuvolari e Trossi avevano un vantaggio di 40 secondi su Hasse con il conte che raggiunge il mantovano e riusce a superarlo al 21° giro, tra gli applausi del pubblico emozionato che, pur essendo un tifoso di Nuvolari, amava vederlo sfidato da un outsider.
Con loro grande delusione, Trossi ha dovuto fermarsi al giro successivo per sostituire una candela, scivolando in quinta posizione. Al 24° giro, Farina è finito in testacoda sull'erba, ma riesce a rientrare senza danni alla vettura, staccandosi però da Hasse. L'ordine di gara era quindi Nuvolari, Hasse, Farina, Ruesch e Trossi. László Hartmann, nel frattempo, ha perso il controllo della sua Maserati e si è schiantato clamorosamente contro le barriere di paglia a una velocità di circa 100 km/h, davanti alla tribuna principale, ma ha ripreso la gara senza doversi ritirare.
Trossi raggiunge e supera Ruesch al 31° giro, con lo stesso pilota elvetico che ha dovuto poi farsi doppiare da Nuvolari al 36° giro.
Farina, che aveva attaccato Hasse per diversi giri, trova il modo di superarlo al 46° giro, salendo al secondo posto.
Nel frattempo, il principe thaildanese ha dovuto ritirarsi per problemi al motore (o forse per mancanza di carburante) mentre Trossi, di nuovo in grande forma, si stava avvicinando al pilota tedesco, ma poi lo sterzo non si è sentito più a suo agio costringendo il conte biellese a fare una lunga sosta per farlo controllare ai mecannici e regolare i freni anteriori al 49° giro.
Quando Nuvolari riporta Hasse indietro di un giro al 55° giro, quest'ultimo è sembrato un po' frustrato dalla situazione facendo così girare la sua Auto Union, perdendo la terza posizione a favore di Ruesch. Al 59° giro Nuvolari, dimostrando la sua superiorità, supera anche Farina, secondo in classifica.
La classifica è rimasta così congelata fino alla fine con Nuvolari che va a vincere la sua unica gara del Campionato europeo del 1937, seguito due minuti dopo dal compagno di squadra Farina. Ruesch si classifica terzo, avendo battuto nettamente un'Auto Union. Alcuni primi resoconti sembravano indicare Trossi davanti ad Hasse, dato che il pilota dell'Alfa aveva superato l'Auto Union verso la fine della gara ma, tuttavia, ci si è resi presto conto che Trossi era a due giri di distacco dal tedesco.
Questa sarebbe stata l'ultima gara cittadina italiana prebellica a vedere una classe competere con la formula internazionale. Da quel momento in poi ci si sarebbe concentrati sulla classe voiturette, lasciando le vetture da Gran Premio a Montenero, Pescara e Monza.

### Risultati
Risultati finali della gara.
| Pos | Nº | Pilota               | Costruttore | Giri | Tempo/Ritiro          | Griglia |
| --- | -- | -------------------- | ----------- | ---- | --------------------- | ------- |
| 1   | 88 | Tazio Nuvolari       | Alfa Romeo  | 70   | 1h37'15"2             | 1       |
| 2   | 78 | Nino Farina          | Alfa Romeo  | 70   | +2'04"2               | 5       |
| 3   | 58 | Hans Ruesch          | Alfa Romeo  | 69   | +1 giro               | 2       |
| 4   | 82 | Rudolf Hasse         | Auto Union  | 69   | +1 giro               | 4       |
| 5   | 66 | Carlo Felice Trossi  | Alfa Romeo  | 67   | +3 giri               | 3       |
| 6   | 86 | Giovanni Minozzi     | Alfa Romeo  | 66   | +4 giri               | 6       |
| 7   | 56 | Andrea Brezzi        | Alfa Romeo  | 63   | +7 giri               | 7       |
| 8   | 74 | László Hartmann      | Maserati    | 62   | +8 giri               | 10      |
| Rit | 64 | Bira Giacomo de Rham | Maserati    | 48   | Motore/Senza benzina? | 8       |
| Rit | 76 | Ernõ Festetics       | Maserati    | 32   |                       | 9       |
| Rit | 84 | Piero Dusio          | Alfa Romeo  | 16   |                       | 11      |
| NA  | 62 | Emilio Romano        | Alfa Romeo  | 0    | Non è arrivato        | -       |
| NA  | 68 | Luigi Villa          | Bugatti     | 0    | Non è arrivato        | -       |

## Voiturette 1500 cc
Il Circuito di Milano per vetturette 1937 è stata la tredicesima prova non valida per la stagione 1937 del Campionato europeo di automobilismo e seconda edizione del Circuito di Milano per voiturette con cilindrata massima di 1500 cm³.
La gara si è corsa il 20 giugno 1937 nel Parco Sempione di Milano, ed è stata vinta dall'italiano Eugenio Siena su Maserati, al suo primo ed unico successo nella competizione; Siena ha preceduto all'arrivo il connazionale Aldo Marazza sempre su Maserati e Franco Cortese, anche lui su Maserati.

## Vigilia
Il Parco Sempione è stato utilizzato, come nel 1936, per il Circuito di Milano, ma per il 1937 il circuito è stato leggermente raddrizzato, aggirando quattro delle curve più strette del 1936. Il nuovo circuito aveva un profilo più semplice, di forma pressoché rettangolare, ed era stato accorciato di 200 metri, portando la sua lunghezza a 2,4 km complessivi. Il numero di tribune è stato anche aumentato da sei a otto. Inoltre, è stato installato un sistema di cronometraggio elettrico con fotocellule, simile a quello utilizzato a Tripoli a maggio e a Firenze la settimana precedente.
L'elenco dei partecipanti presentava naturalmente delle somiglianze con quello di Firenze. Tuttavia, sembra che non ci siano state Maserati ufficiali iscritte e il loro pilota, ovvero Carlo Felice Trossi, corresse invece per la Scuderia Ferrari nella classe GP. Rovere ha avuto accesso alla nuova Maserati 4CM ufficiale con sospensioni indipendenti, presentata a Firenze, quindi è possibile che fosse iscritta a nome del pilota italiano.
La Scuderia Ambrosiana ha iscritto vetture da 1,5 litri per i fratelli Emilio e Gigi Villoresi mentre la Scuderia Maremmana ha portato tre Maserati per Francesco Severi e Franco Cortese, mentre Ferdinando Barbieri non si è presentato alla gara.
C'erano anche delle 6CM private iscritte da Eugenio Siena, Vittorio Belmondo, Giovanni Rocco e Gino Rovere e due 4CS biposto da 1500 cc iscritte da Aldo Marazza e Ferdinando Righetti.
Luigi Castelbarco avrebbe dovuto gareggiare con la Talbot a 8 cilindri di Luigi Platé e Sergio Carracci con la MB Speciale con telaio Bugatti e motore Maserati. Il team ufficiale ERA non era presente dato che il loro pilota Pat Fairfield stava correndo a Le Mans, quindi le iscrizioni britanniche consistevano, a parte la Maserati 6CM blu di Johnnie Wakefield, in tre ERA private: la R11B verde scuro di Reggie Tongue, la R10B nera di Peter Whitehead e la R2B giallo-blu "Romulus" della scuderia White Mouse per il principe Bira. Il team siamese è arrivato dopo molte esitazioni, poiché a Firenze, dove Bira si era ritirato per problemi ai freni, si era visto che il motore dell'ERA era in pessime condizioni.
Il principe thailandese, contattata la Maserati per valutare la possibilità di prendere in prestito una 6CM, ottenne una risposta poco piacevole: la politica aziendale era quella di vendere auto, non di prestarle. Quindi, per mantenere la promessa fatta agli organizzatori, si è deciso che Bira avrebbe preso parte alla gara guidando un'ERA, ma si sarebbe ritirato immediatamente se il motore avesse mostrato segni di cedimento. Nuove pastiglie dei freni sono state inviate dall'Inghilterra per via aerea. Oltre alle vetture da 1500cc c'erano anche cinque Maserati da 1100cc guidate da Lurani, Pino Baruffi, Giuseppe Gilera, Gianbattista Azzi ed Eugenio Minetti.

### Elenco degli iscritti
| Scuderia            | Costruttore      | Telaio           | Motore                       | Gomme | Nº                | Piloti                  |
| ------------------- | ---------------- | ---------------- | ---------------------------- | ----- | ----------------- | ----------------------- |
| E. Bianco           | Maserati         | Maserati         | Maserati 1.5L Compressore    |       | 2                 | Ettore Bianco           |
| R. Tongue           | ERA              | ERA B            | ERA 1.5L I6 Compressore      |       | 4                 | Reggie Tongue           |
| A. Marazza          | Maserati         | Maserati 4CS     | Maserati 1.5L I4 Compressore |       | 6                 | Aldo Marazza            |
| Scuderia Ambrosiana | Maserati         | Maserati 4CM     | Maserati 1.1L I4 Compressore |       | 8                 | Conte Giovanni Lurani   |
| Scuderia Ambrosiana | Maserati         | Maserati 4CM     | Maserati 1.5L I6 Compressore | 52    | Emilio Villoresi  |                         |
| Scuderia Ambrosiana | Maserati         | Maserati 6CM     | Maserati 1.5L I6 Compressore | 22    | Gigi Villoresi    |                         |
| Scuderia Ambrosiana | Maserati         | Maserati 4CS     | Maserati 1.1L I4 Compressore | 32    | Eugenio Minetti   |                         |
| E. Siena            | Maserati         | Maserati 6CM     | Maserati 1.5L I4 Compressore |       | 10                | Eugenio Siena           |
| Scuderia Maremmana  | Maserati         | Maserati 6CM     | Maserati 1.5L I4 Compressore | P     | 12                | Francesco Severi        |
| Scuderia Maremmana  | Maserati         | Maserati 6CM     | Maserati 1.5L I6 Compressore | P     | 42                | Franco Cortese          |
| Scuderia Maremmana  | Maserati         | Maserati 4CM     | Maserati 1.5L I4 Compressore | P     | 20                | Ferdinando Barbieri     |
| J. Wakefield        | Maserati         | Maserati 6CM     | Maserati 1.5L I6 Compressore |       | 14                | Johnnie Wakefield       |
| F. Righetti         | Maserati         | Maserati 4CM     | Maserati 1.5L I4 Compressore |       | 16                | Ferdinando Righetti     |
| Gruppo Volta        | Maserati         | Maserati 4CM     | Maserati 1.1L I4 Compressore |       | 18                | Pino Baruffi            |
| Gruppo Volta        | Maserati-Bugatti | Maserati-Bugatti | Maserati 1.5L I4 Compressore | 24    | Sergio Carnevalli |                         |
| G. Gilera           | Maserati         | Maserati 4CM     | Maserati 1.1L I4 Compressore |       | 26                | Giuseppe Gilera         |
| L. Uboldi           | Uboldi-Maserati  | Uboldi-Maserati  | Maserati 1.5L I6 Compressore |       | 30                | Luciano Uboldi          |
| "B Bira"            | ERA              | ERA B            | ERA 1.5L I6 Compressore      |       | 34                | Prince Bira             |
| V. Belmondo         | Maserati         | Maserati 6CM     | Maserati 1.5L I4 Compressore |       | 36                | Vittorio Belmondo       |
| G. Rocco            | Maserati         | Maserati 6CM     | Maserati 1.5L I6 Compressore |       | 38                | Giovanni Rocco          |
| L. Platé            | Talbot           | Talbot 700       | Talbot 1.5L I8 Compressore   |       | 40                | Conte Luigi Castelbarco |
| P. Contini          | Maserati         | Maserati 4CM     | Maserati 1.5L I4 Compressore |       | 44                | Pasquale Contini        |
| G. Azzi             | Maserati         | Maserati 4CM     | Maserati 1.1L I4 Compressore |       | 48                | Gianbattista Azzi       |
| G. Rovere           | Maserati         | Maserati 4CM     | Maserati 1.5L I4 Compressore |       | 50                | Gino Rovere             |
| P. Whitehead        | ERA              | ERA B            | ERA 1.5L I6 Compressore      |       | 54                | Peter Whitehead         |

## Prove

### Resoconto
Venerdì le vetturette si sono allenate tra le sessioni della classe maggiore. Rovere è stato il più veloce con un tempo di 1m 25.45s. Seguono Emilio Villoresi, 1m 27.8s, Siena, 1m 28.40s, Cortese 1m 28.60s e Tongue 1m 29.32s, Gigi Villoresi 1m30.4s, Severi 1m31.1s, Belmondo 1m32.7s e Lurani 1m33.8s. Bira non ha preso parte alle prove libere di venerdì con la sua ERA non essendo ancora pronta, ma ha effettuato alcuni giri con la 1100cc di Lurani per imparare il circuito.

### Risultati
Nella sessione del venerdì si è avuta questa situazione:
| Pos | Nº | Pilota           | Costruttore | Tempo   | Gap   |
| --- | -- | ---------------- | ----------- | ------- | ----- |
| 1   | 50 | Gino Rovere      | Maserati    | 1'25"45 |       |
| 2   | 52 | Emilio Villoresi | Maserati    | 1'27"8  | +1"35 |
| 3   | 14 | Eugenio Siena    | Maserati    | 1'28"40 | +2"55 |

## Qualifiche

### Resoconto
I tempi e le posizioni in griglia dovrebbero corrispondere ai risultati delle qualifiche del sabato, anche se alcuni tempi sono chiaramente arrotondati (data la scarsa prova di fonti certe): Siena 1m 24s, Rovere 1m 25.24s, Severi 1m 26.24s, Cortese e Marazza 1m 27s, Emilio e Gigi Villoresi, Bira e Rocco 1m 28s e, infine, Tongue e Wakefield 1m 29s.

### Risultati
Nella sessione di qualifica si è avuta questa situazione:
| Pos | Nº | Pilota              | Costruttore      | Tempo   | Griglia |
| --- | -- | ------------------- | ---------------- | ------- | ------- |
| 1   | 10 | Eugenio Siena       | Maserati         | 1'24    | 1       |
| 2   | 50 | Gino Rovere         | Maserati         | 1'25"24 | 2       |
| 3   | 12 | Francesco Severi    | Maserati         | 1'26"24 | 3       |
| 4   | 42 | Franco Cortese      | Maserati         | 1'27    | 4       |
| 5   | 6  | Aldo Marazza        | Maserati         | 1'27    | 5       |
| 6   | 52 | Emilio Villoresi    | Maserati         | 1'28    | 6       |
| 7   | 22 | Gigi Villoresi      | Maserati         | 1'28    | 7       |
| 8   | 34 | Bira                | ERA              | 1'28    | 8       |
| 9   | 38 | Giovanni Rocco      | Maserati         | 1'28    | 9       |
| 10  | 4  | Reggie Tongue       | ERA              | 1'29    | 10      |
| 11  | 14 | Johnnie Wakefield   | ERA              | 1'29    | 11      |
| 12  | 24 | Sergio Carnevalli   | Maserati-Bugatti | ?       | 12      |
| 13  | 36 | Vittorio Belmondo   | Maserati         | ?       | 13      |
| 14  | 8  | Giovanni Lurani     | Maserati         | ?       | 14      |
| 15  | 16 | Ferdinando Righetti | Maserati         | ?       | 15      |
| 16  | 40 | Luigi Castelbarco   | Talbot           | ?       | 16      |
| 17  | 26 | Giuseppe Gilera     | Maserati         | ?       | 17      |
| 18  | 32 | Eugenio Minetti     | Maserati         | ?       | 18      |
| 19  | 18 | Pino Baruffi        | Maserati         | ?       | 19      |
| 20  | 54 | Peter Whitehead     | ERA              | ?       | 20      |
| 21  | 48 | Gianbattista Azzi   | Maserati         | ?       | 21      |

## Gara

### Griglia di partenza
Posizionamento dei piloti alla partenza della gara.
| Prima fila   |                                    | 3 Pos.                       |                            | 2 Pos.                   |                          | 1 Pos.                     |
| ------------ | ---------------------------------- | ---------------------------- | -------------------------- | ------------------------ | ------------------------ | -------------------------- |
|              |                                    | Francesco Severi Maserati    |                            | Gino Rovere Maserati     |                          | Eugenio Siena Maserati     |
| Seconda fila | 6 Pos.                             |                              | 5 Pos.                     |                          | 4 Pos.                   |                            |
|              | Emilio Villoresi Maserati          |                              | Aldo Marazza Maserati      |                          | Franco Cortese Maserati  |                            |
| Terza fila   |                                    | 9 Pos.                       |                            | 8 Pos.                   |                          | 7 Pos.                     |
|              |                                    | Giovanni Rocco Maserati      |                            | Bira ERA                 |                          | Gigi Villoresi Maserati    |
| Quarta fila  | 12 Pos.                            |                              | 11 Pos.                    |                          | 10 Pos.                  |                            |
|              | Sergio Carnevalli Maserati-Bugatti |                              | Johnnie Wakefield Maserati |                          | Reggie Tongue ERA        |                            |
| Quinta fila  |                                    | 15 Pos.                      |                            | 14 Pos.                  |                          | 13 Pos.                    |
|              |                                    | Ferdinando Righetti Maserati |                            | Giovanni Lurani Maserati |                          | Vittorio Belmondo Maserati |
| Sesta fila   | 18 Pos.                            |                              | 17 Pos.                    |                          | 16 Pos.                  |                            |
|              | Eugenio Minetti Maserati           |                              | *                          |                          | Luigi Castelbarco Talbot |                            |
| Sesta fila   |                                    | 21 Pos.                      |                            | 20 Pos.                  |                          | 19 Pos.                    |
|              |                                    | Gianbattista Azzi Maserati   |                            | Peter Whitehead ERA      |                          | Pino Baruffi Maserati      |

### Resoconto
Il giorno della gara è arrivato con un tempo bello e soleggiato. Non sono disponibili i numeri degli spettatori, ma nel 1936 ce n'erano stati circa 30.000 e il numero non è stato inferiore nel 1937. Mentre le autorità, tra cui Giuseppe Furmanik, successore del conte Vincenzo Florio alla presidenza della Commissione Sportiva Automobilistica Italiana (CSAI), prendevano posto in tribuna, gli spettatori hanno trovato posto sulle tribune o sul prato tutt'intorno al parco. Per qualche motivo Gilera non è partito alla gara, quindi ci sono 20 vetturette che si sono schierate in griglia di partenza.
Sembra che la bandiera a scacchi sia stata abbassata un po' all'improvviso, poiché alcuni piloti sono stati colti di sorpresa e non avevano ancora accelerato. In ogni caso, Severi ha subito preso il comando, seguito da Rovere, Siena, Emilio Villoresi con il fratello Gigi e Bira, con i freni della sua ERA non ancora rodati, in sesta posizione.
Severi ha mantenuto il comando per sei giri, ma poi ha dovuto effettuare un pit stop, cedendo il comando a Rovere. Siena era in ottima forma ed è riuscito a superare Rovere, diventando il terzo leader della corsa.
Gigi Villoresi, che ha dovuto fermarsi a lungo, e il principe Bira stavano perdendo posizioni, mentre il milanese Marazza, alla guida della biposto, avanzava al terzo posto. Il conte Lurani aveva usato la vettura per le salite e il suo cambio a rapporti ravvicinat ideale per il circuito.
L'ordine d'arrivo era ora Siena, Rovere, Marazza e Bira. Dietro di loro si è scatenato un duello tra Cortese ed Emilio Villoresi, terminato quando Villoresi ha dovuto effettuare un pit stop, perdendo un giro. Poi, al 29° (o probabilmente 19°) giro, Bira è rientrato ai box riferendo che la pressione dell'olio sull'ERA era scomparsa.
Ora gli occhi erano puntati su Rovere, sulla speciale Maserati 4CM, che manteneva saldamente la seconda posizione alle spalle di Siena ma, dopo 32 giri, Rovere si è ritirato per problemi al motore, lasciando la seconda posizione a Marazza. Cortese era terzo e Tongue quarto (il migliore delle ERA) mentre Gigi Villoresi aveva problemi alla vettura e stava perdendo terreno.
Non ci sono stati grandi cambiamenti nell'ordine di arrivo nell'ultima parte di gara, anche se Cortese è riuscito a ridurre il distacco da Marazza a 10 secondi negli ultimi giri.
La gara si è quindi conclusa con alcuni nomi strani nella classifica: Siena ha tagliato il traguardo conquistando la sua unica vittoria in vetturette, mentre Marazza ha fatto un ottimo lavoro con la 4CS concludendo al secondo posto. A chiudere il podio ci pensa Cortese classificandosi terzo, seguito da Tongue quarto. Lurani si è classificato 11° assoluto e primo tra i partecipanti della classe 1100cc.
Come a Firenze, durante la gara si sono verificati problemi con il cronometraggio elettrico, perché il sistema si inceppava o la fotocellula non riusciva a individuare le vetture che transitavano.

### Risultati
Risultati finali della gara.
| Pos | Nº | Pilota              | Costruttore      | Giri | Tempo/Ritiro   | Griglia |
| --- | -- | ------------------- | ---------------- | ---- | -------------- | ------- |
| 1   | 10 | Eugenio Siena       | Maserati         | 50   | 1h13'02"95     | 1       |
| 2   | 6  | Aldo Marazza        | Maserati         | 50   | +32"69         | 5       |
| 3   | 42 | Franco Cortese      | Maserati         | 50   | +41"08         | 4       |
| 4   | 4  | Reggie Tongue       | ERA              | 50   | +1'47"35       | 10      |
| 5   | 36 | Vittorio Belmondo   | Maserati         | 25   | +2'36"36       | 13      |
| 6   | 22 | Gigi Villoresi      | Maserati         | 25   | +3'37"75       | 7       |
| 7   | 12 | Francesco Severi    | Maserati         | 25   | +4'05"59       | 3       |
| 8   | 54 | Peter Whitehead     | ERA              | 50   | +4'32"39       | 20      |
| 9   | 16 | Ferdinando Righetti | Maserati         | 50   | +5'24"71       | 15      |
| 10  | 14 | Johnnie Wakefield   | Maserati         | 50   | +6'11"34       | 11      |
| 11  | 8  | Giovanni Lurani     | Maserati         | 47   | +3 giri        | 14      |
| 12  | 18 | Pino Baruffi        | Maserati         | 46   | +4 giri        | 19      |
| Rit | 32 | Eugenio Minetti     | Maserati         | 36   |                | 18      |
| Rit | 52 | Emilio Villoresi    | Maserati         | 35   |                | 6       |
| Rit | 50 | Gino Rovere         | Maserati         | 32   | Motore         | 2       |
| Rit | 34 | Bira                | ERA              | 30   | Motore         | 8       |
| Rit | 24 | Sergio Carnevalli   | Maserati-Bugatti | 29   |                | 12      |
| Rit | 40 | Luigi Castelbarco   | Talbot           | 9    |                | 16      |
| Rit | 48 | Gianbattista Azzi   | Maserati         | 5    |                | 21      |
| Rit | 38 | Giovanni Rocco      | Maserati         | 4    |                | 9       |
| NP  | 26 | Giuseppe Gilera     | Maserati         | 0    | Non è partito  | 17      |
| NA  | 2  | Ettore Bianco       | Maserati         | 0    | Non è arrivato | -       |
| NA  | 20 | Ferdinando Barbieri | Maserati         | 0    | Non è arrivato | -       |
| NA  | 30 | Luciano Uboldi      | Uboldi-Maserati  | 0    | Non è arrivato | -       |
| NA  | 44 | Pasquale Contini    | Maserati         | 0    | Non è arrivato | -       |